# Landbouwkunde

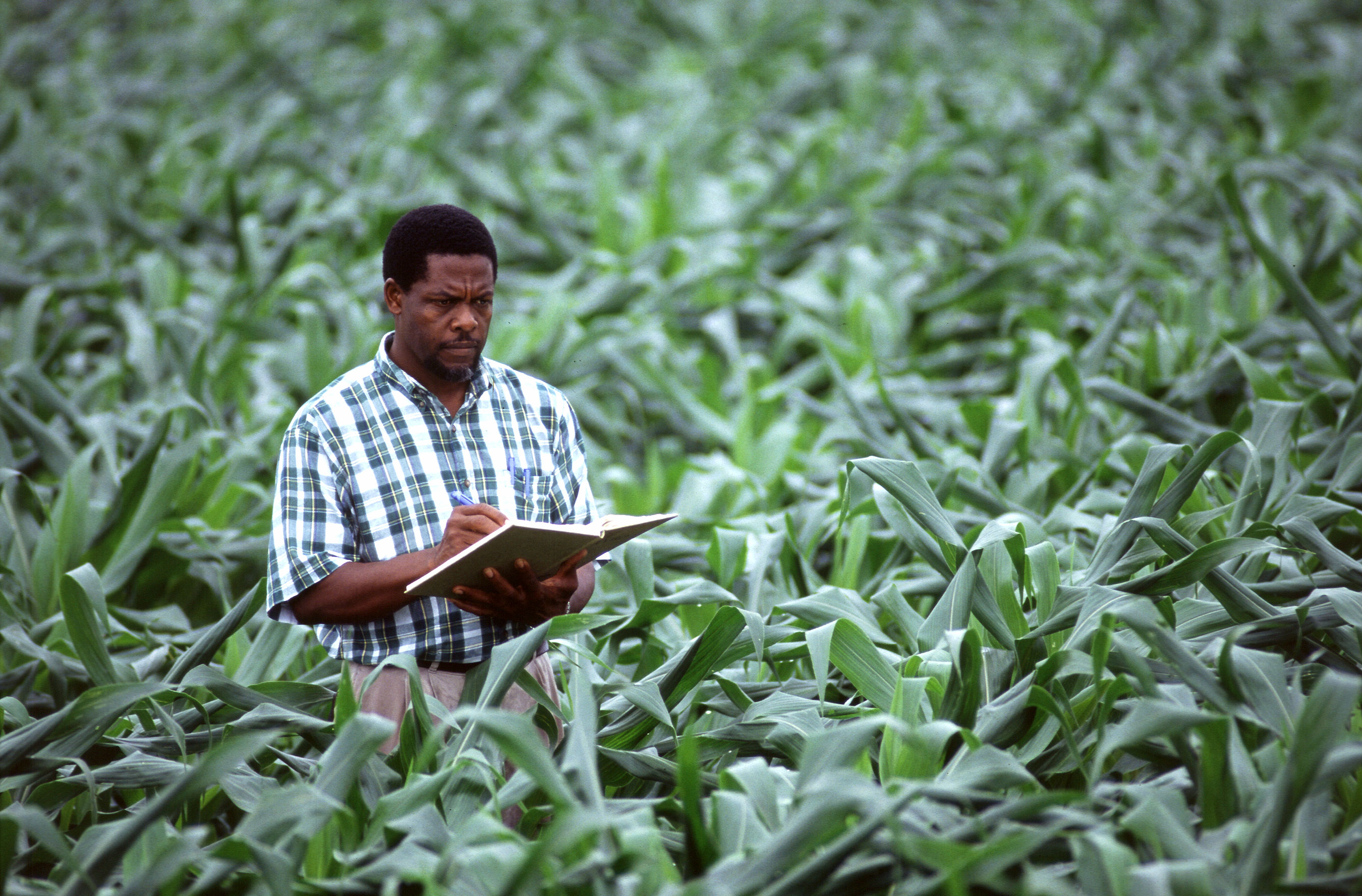
Agrowetenschapper aan het werk.

Landbouwkunde of agronomie is een breed multidisciplinair gebied dat natuurlijke, economische en sociale wetenschappen omvat die in de landbouw worden gebruikt. Veeartsenijkunde wordt vaak uitgesloten van de definitie van landbouwkunde.

## Landbouw en landbouwkunde
De termen landbouwkunde en landbouw worden vaak verward. Toch hebben zij betrekking op verschillende concepten.
De landbouw is de reeks activiteiten met als doel de productie van dieren en planten voor menselijk gebruik. De landbouw betreft technieken, waaronder de toepassing van agronomisch onderzoek. Agronomie is het onderzoek en ontwikkeling met betrekking tot het verbeteren van landbouw. In de landbouwkunde doet men onderzoek naar:
- Productietechnieken (bijvoorbeeld, irrigatiebeheer, geadviseerde stikstofinput)
- Het verbeteren van productie in termen van hoeveelheid en kwaliteit (bijvoorbeeld, selectie van de juiste gewassen, ontwikkeling van nieuwe pesticiden, opbrengst-verhogende technologieën, simulatiemodellen voor de gewassengroei, onderzoek naar de celcultuur van planten)
- Transformatie van basisproducten in consumentenproducten (bijvoorbeeld, productie, behoud, en verpakking van zuivelproducten)
- Preventie en ombuiging van ongunstige milieugevolgen (bijvoorbeeld, gronddegradatie en afvalbeheer)

## Geschiedenis
Landbouwkunde is tegenwoordig heel anders dan wat het vóór ongeveer 1950 was. De intensivering van de landbouw sinds de jaren 60, ook in ontwikkelingslanden (de zogenaamde Groene Revolutie) zorgde voor vooruitgang in termen van het selecteren van en het verbeteren van gewassen en dieren voor hoge productiviteit. Ook werd er extra input ontwikkeld zoals kunstmest en fytosanitaire producten.
Nochtans heeft de milieuschade die is toe te schrijven aan intensieve landbouw, de industriële ontwikkeling en de bevolkingstoename vele vragen opgeroepen onder agronomen. Dit heeft geleid tot de ontwikkeling en de totstandkoming van nieuwe onderzoeksgebieden (bijvoorbeeld, geïntegreerd ongediertebeheer, technologieën van de afvalbehandeling, landschapsarchitectuur, genomica).
De nieuwe technologieën, zoals biotechnologie en computerwetenschap (voor gegevens – verwerking en opslag), en de technologische voorsprong hebben het mogelijk gemaakt nieuwe onderzoekgebieden, waaronder genetische techniek, te ontwikkelen. Dit heeft de precisie van de landbouw verbeterd.

## Landbouwkunde en landbouwcrisis
De landbouwwetenschappen hebben tot doel om de wereldbevolking te kunnen voeden en het verhinderen van biologische veiligheidsproblemen die de volksgezondheid en het milieu kunnen beïnvloeden. Dit vereist goed beheer van natuurlijke rijkdommen en eerbied voor het milieu.
De economische, milieu- en sociale aspecten van landbouwwetenschappen zijn onderwerpen van een aan de gang zijnde discussie. Recente crisissen (zoals de gekkekoeienziekte en kwesties zoals het gebruik van genetisch gemodificeerde organismen) illustreren de ingewikkeldheid en het belang van deze discussie.

## Landbouwkunde: een lokale wetenschap
Het onderzoek in de agronomie is sterk verwant met lokale gebieden, meer dan bij andere wetenschappen. Het kan als een wetenschap van ecoregio's worden beschouwd, omdat het nauw verbonden is met grondeigenschappen en klimaat, die nooit precies hetzelfde zijn op verschillende plaatsen. Veel mensen zijn van mening dat een landbouwproductiesysteem zich moet baseren op lokaal weer, grondkenmerken en de specifieke gewassen moeten plaatselijk worden bestudeerd. Anderen voelen een behoefte om productiesystemen op zo veel mogelijk gebieden te kennen en te begrijpen.

## Opleiding
Landbouwwetenschappers worden opgeleid aan de universiteit. De studie omvat een grondige kennismaking met de basiswetenschappen fysica (met wiskunde als steunvak), scheikunde en vooral biologie. In de hogere jaren komen meer vakspecifieke onderwerpen aan bod (bodemkunde, biochemie, erfelijkheidsleer, plantenveredeling, fytopathologie, entomologie, ... ). De afstudeerrichtingen komen grotendeels overeen met de hierna opgesomde gebieden van de landbouwkunde.

In Vlaanderen studeert men landbouwwetenschappen (de nieuwe benaming is: "Master in de bio-ingenieurswetenschappen", in het studentenjargon ook boerologie genoemd) aan de universiteiten van Leuven, Brussel en Gent. 

In Nederland aan de Wageningen Universiteit en de Universiteit Utrecht.

## Onderwerpen en deelgebieden
- Afvalbeheer
- Agrogeologie
- Bemesting van planten, dierlijke en menselijke voeding
- Bescherming van planten en diergezondheid
- Biotechnologie, cel- en gentechniek en microbiologie
- Bodemkunde en waterwetenschap
- Dierlijke wetenschap
- Ecologie en milieu
- Landbouwapparatuur
- Landbouweconomie
- Landbouwtechniek
- Milieuwetenschap
- Techniek van biosystemen
- Tropische Landbouw of Landbouw van de ontwikkelingslanden
- Wetenschap van de tuinbouw
- Voedselwetenschap of levensmiddelentechnologie

## Prominente landbouwkundigen
- Norman Borlaug
- Luther Burbank
- René Dumont
- Gregor Mendel
- Paul Panda Farnana
- Antoine-Augustin Parmentier
- Louis Pasteur
- George Washington Carver

Nederland
- Jacobus Albertus Uilkens
- Winand Staring
- Rudy Rabbinge
- Gerrit Braks
- Hugo de Vries

Vlaanderen
- Marcel De Boodt, Prof. bodemkunde, bodemfysica, bodemclassificatie; Groot-officier Leopold II orde; Groot-officier in de Kroonorde
- Wivina Demeester, politica
- Vera Dua, politica, afgestudeerd in 1975; Dr. in de landbouwwetenschappen in 1986
- Tim Maeyens, roeier
- Evi Van Acker, zeilster